# テリー・アレン (バスケットボール)
テリー・アレン（Terry Du'Aun Allen、1993年12月29日 - ）は、アメリカ合衆国のプロバスケットボール選手。ポジションはパワーフォワード。

## 来歴
テキサス州ヒューストン出身。
リッチモンド大学で2016年オールアトランティック10サードチームに選ばれる。
卒業後はハンガリーのイージス・ケルメンドを皮切りに、フランス、イスラエル、ドイツ、イタリアでプレー。
2024年7月、レバンガ北海道に移籍。
2025年オフ、契約満了となり自由交渉選手リストに公示された。
2025年7月3日、スカファーティ・バスケットへの加入が発表された